# Valentine Bialas
Valentine Bialas, född 10 januari 1903 och död 9 mars 1965, var en amerikansk hastighetsåkare på skridskor. Han deltog vid tre olympiska spel: Chamonix 1924, i Sankt Moritz 1928 samt i Lake Placid 1932. Han kvalificerade sig även till olympiska spelen i Garmisch-Partenkirchen 1936, men miste ena benet i en bilolycka innan tävlingarna. Hans bästa resultat var på 10 000 m 1932 då han kom femma.